# Paria rappresentativa
Nel Regno Unito, la parìa rappresentativa era composta da quei pari eletti tra i membri della Parìa di Scozia e la Parìa d'Irlanda che sono quindi chiamati a sedere nella Camera dei lord britannica. Un tempo, solo i membri della Paria d'Inghilterra avevano diritto a sedere alla Camera dei lord; essi non erano eletti ed erano un gruppo limitato di rappresentanti. Tutti i pari creati dopo il 1707 nella parìa di Gran Bretagna e dopo il 1801 nella Parìa del Regno Unito hanno ottenuto il privilegio di sedere nella Camera dei lord.

## Storia
Il concetto di "pari rappresentanti" venne introdotto nel 1707, quando il Regno d'Inghilterra ed il Regno di Scozia vennero uniti a formare il Regno di Gran Bretagna. All'epoca vi erano 168 pari inglesi e 154 scozzesi. I pari inglesi temevano che la Camera dei lord sarebbe stata invasa dai pari scozzesi, e come conseguenza venne negoziata l'elezione solo di un numero ridotto di rappresentanti scozzesi per rappresentare la Scozia al nuovo parlamento. Una tale predisposizione venne fatta anche quando il Regno d'Irlanda venne unito per formare il Regno Unito di Gran Bretagna ed Irlanda nel gennaio del 1801.
Alla Scozia venne permesso di eleggere sedici pari rappresentanti, mentre l'Irlanda ne ottenne ventotto. I pari scozzesi sedevano per un singolo mandato e con la dissoluzione di ciascun parlamento essi venivano eletti. Al contrario, quelli irlandesi sedevano in parlamento a vita, ma questi cessarono quando nel dicembre del 1922 si iniziò la causa d'indipendenza dell'Irlanda. I pari irlandesi eletti ad ogni modo continuarono a sedere nella Camera dei lord sino alla loro morte. Le elezioni per i pari scozzesi terminarono nel 1963 quando tutti i pari scozzesi ottennero il diritto di sedere nella Camera dei lord.
Sulla base del House of Lords Act del 1999, venne introdotta una nuova serie di pari rappresentanti per permettere ad alcuni pari ereditari di rimanere nella Camera dei lord.

## Scozia

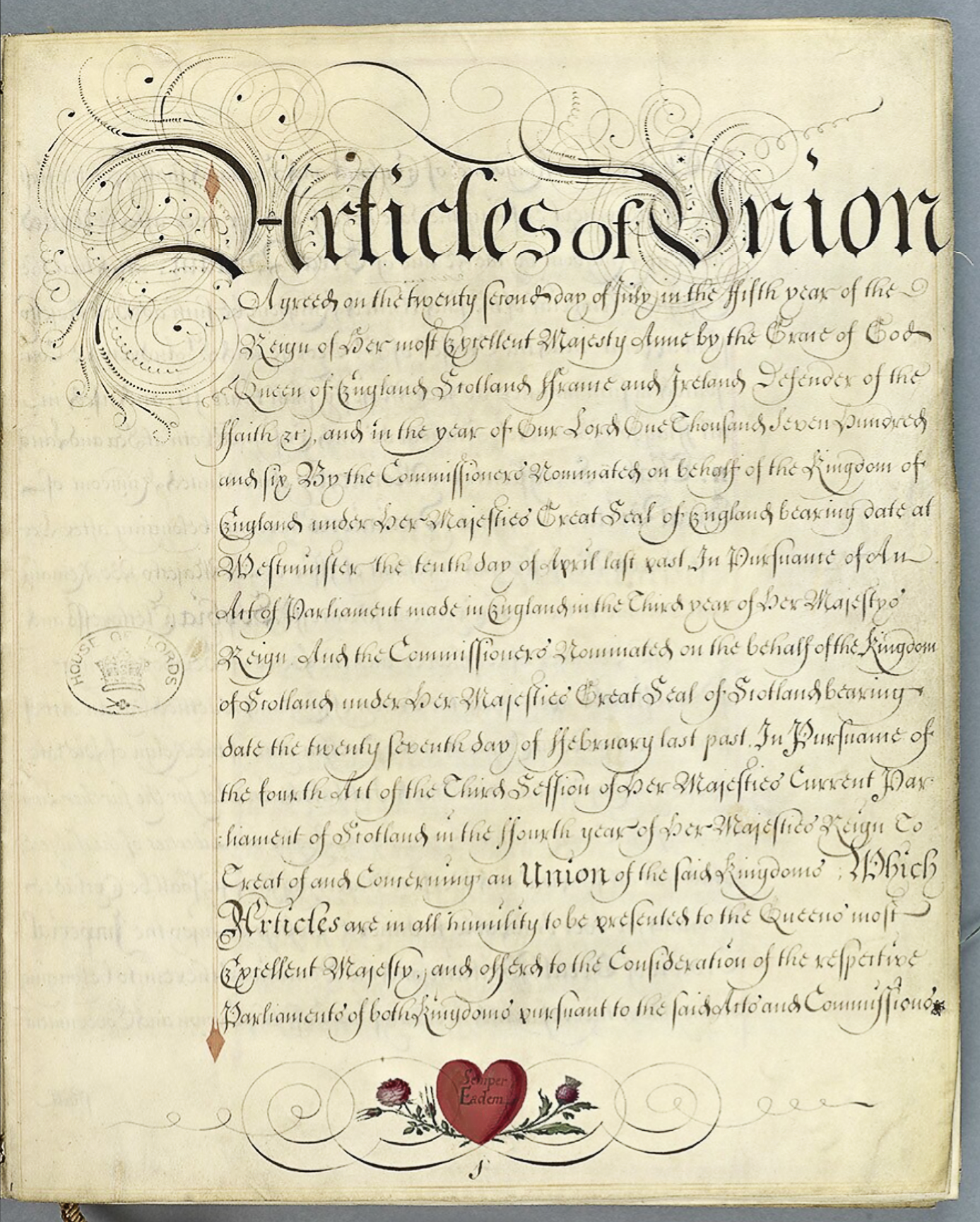
L'Act of Union 1707 venne ratificato in Scozia il 16 gennaio 1707, e dal parlamento inglese il 19 marzo 1707

Sulla base degli articoli XXII e XXIII dell'Act of Union del 1707, i pari scozzesi possono essere eletti in numero di sedici nella Camera dei lord inglese. Ciascuno presta servizio in parlamento per un massimo di sette anni, ma può essere rieletto in seguito. Con la convocazione di un nuovo parlamento, il Sovrano può chiamare i pari scozzesi al Palazzo di Holyroodhouse. Le elezioni si tengono nella Great Gallery, una grande sala decorata con ottantanove ritratti di monarchi scozzesi realizzati da Jacob de Wet, disposti per successione da Fergus Mór a Carlo II. Il Lord Clerk Register legge quindi il Peerage Roll ed una volta fatto ciò, ciascun pari annuncia la propria presenza pubblicamente e fa presente il suo voto che viene registrato e poi rinviato alla Corona a Londra.
Questo sistema permetteva ovviamente al partito che disponeva del maggior numero di pari in Scozia (solitamente quello conservatore) di garantire alla propria nazione una rappresentazione "di parte" senza la presenza ad esempio delle minoranze. Il Lord Clerk Register era responsabile della corretta votazione ed i semplici esiti erano sufficienti per ammettere i pari al parlamento inglese, anche perché, a differenza di altri pari, quelli scozzesi non ricevevano writs of summons.
La posizione e i diritti dei pari di Scozia in relazione alla Camera dei lord rimase poco chiara durante tutto il XVIII secolo. Nel 1711, il IV duca di Hamilton, pari di Scozia, venne creato anche Duca di Brandon nella Parìa di Gran Bretagna. Quando egli si recò a sedersi alla Camera dei lord questo permesso gli venne negato dal momento che i lord riportarono come fosse impossibile per un pari di Scozia sedere alla Camera dei lord senza essere stato nominato pari rappresentante, anche qualora detenesse come nel caso in oggetto una parìa di dignità britannica. I lords riportarono come l'Act of Union 1707 avesse stabilito un numero preciso per i pari di Scozia nella Camera dei lord in non meno o più di sedici. Nel 1782, ad ogni modo, la Camera dei lord decise di rivedere la propria decisione, ammettendo che la Corona poteva a sua volta ammettere chiunque a proprio piacimento nella Camera dei lord, pari scozzese o no, sulla base però dell'età minima per esservi ammesso.
Sulla base del Peerage Act 1963, tutti i pari scozzesi ottennero il privilegio di sedere nella Camera dei lord, ed il sistema delle elezioni rappresentative dei pari venne abolito.
I pari scozzesi come del resto quelli inglesi o britannici persero il loro diritto automatico di sedere nella camera alta col passaggio dell'House of Lords Act 1999. Durante il dibattito dell'House of Lords Bill venne anche discusso se questo proposito stesse violando quando disposto dall'Act of Union. Suggerendo che questa legge avrebbe violato gli articoli dell'Act of Union venne proclamato che, prima dell'unione, il parlamento di Scozia, aveva la possibilità di imporre tali condizioni, e che la cosa fondamentale era garantire la rappresentatività della Scozia in entrambe le Camere del parlamento di Westminster. Venne inoltre stabilito che il Peerage Act del 1963 non aveva violato i requisiti di rappresentatività della Scozia stabiliti dall'articolo XXII del Trattato d'Unione, permettendo comunque ai pari scozzesi di sedere alla Camera dei lord e che anche nella nuova disposizione veniva semplicemente mantenuto il minimo di sedici seggi riservati alla Scozia, così anzi da implementare quanto l'articolo prevedeva Da alcuni venne aggiunto che l'unico requisito per modificare l'articolo XXII fosse la dissoluzione dell'unione tra Inghilterra e Scozia, cosa che l'House of Lords Bill non era assolutamente intenzionato a fare.

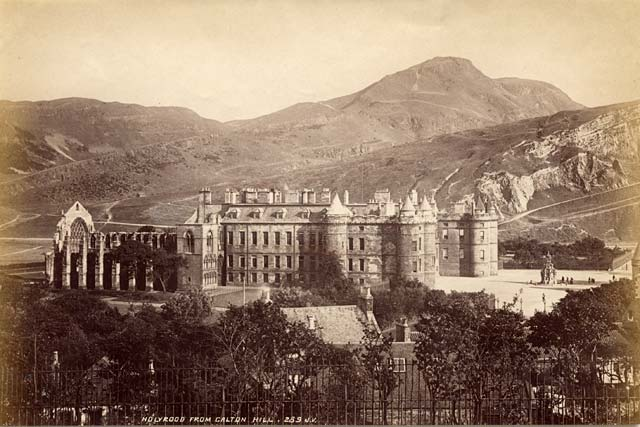
I pari scozzesi erano prescelti nel Palazzo di Holyrood.

Il Consiglio di Governo propose una differente visione della questione. Venne infatti evidenziato come il Peerage Act 1963 si fosse esplicitamente rifatto a una parte dell'Act of Union per quanto riguarda i pari rappresentanti e che nessun parlamentare a suo tempo avesse evidenziato delle obiezioni alla validità di quanto stabilito e pertanto non vi era nulla di trasgressivo nella nuova proposta di legge. Venne detto dal governo che l'articolo XXII comunque poteva essere emendato non contenendo al proprio interno parole che lo rendessero "fondamentale o inalterabile in eterno".
Inoltre, il Governo puntualizzò come, anche nel caso in cui le elezioni dei pari di Scozia fossero riprese, il parlamento avrebbe potuto emendare tale previsione sulla base della dottrina della sovranità parlamentare.
Alla fine la Privileges Committee stabilì all'unanimità che i principi dell'Act of Union dovessero essere mantenuti in essere per il bene del paese e per mantenere unito lo stato e pertanto venne approvato l'House of Lords Bill. La proposta di legge ricevette la sanzione regia e dal 1999, venne stabilito che i pari ereditari non avessero automaticamente il diritto di sedere in parlamento.

## Irlanda

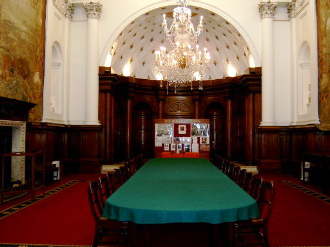
La stanza della Camera dei lord irlandese nel palazzo del parlamento d'Irlanda al College Green di Dublino era il luogo delle elezioni dei pari rappresentanti irlandesi.

Sulla base dell'Acts of Union del 1800, i pari irlandesi ottennero il privilegio di sedere in numero di 28 nel parlamento inglese, ed a vita. La stanza della Camera dei lord irlandese, posta presso il palazzo del parlamento al College Green di Dublino, ospitò le prime elezioni, alla presenza dei pari. Il Clerk of the Crown in Irlanda era il responsabile di queste elezioni; ciascun pari doveva esplicitare il proprio voto a chiamata. I risultati delle prime elezioni vennero annunciati pubblicamente e pubblicati sia sulla The Dublin Gazette che sulla The London Gazette. Dopo l'unione, nuove elezioni si tennero alla morte di ogni pari eletto. Il Lord Cancelliere di Gran Bretagna certificava la vacanza del seggio, mentre il Lord Cancelliere d'Irlanda la comunicava direttamente al Clerk of the Crown per indire un nuovo ballottaggio tra i pari. I risultati tornavano quindi al Clerk of the Crown che proclamava il vincitore dell'assegnazione della carica.
L'Irlanda era inoltre ulteriormente rappresentata alla Camera dei lord da quattro Lords Spirituali, che sedevano a rotazione di una sessione ciascuno (un arcivescovo e tre vescovi). La rotazione era basata sul Church Temporalities Act del 1833, che unificò molte diocesi e degradò gli arcivescovati di Tuam e Cashel a vescovati. Con la sua abolizione nel 1871 tramite il passaggio dell'Irish Church Act 1869, la Chiesa d'Irlanda cessò di inviare rappresentanti spirituali alla Camera dei lord inglese.

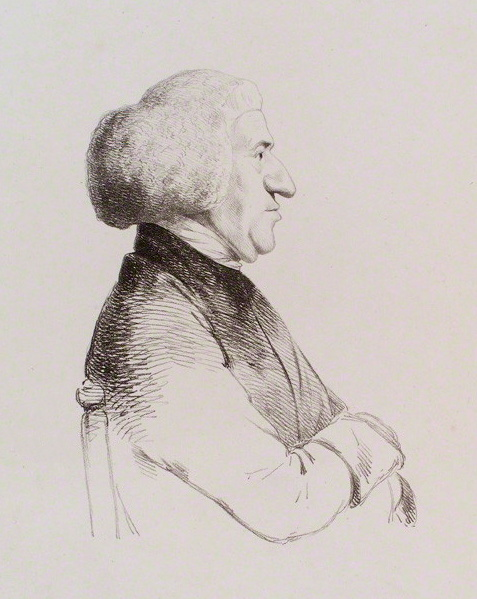
The Most Rev. il I conte di Normanton, Lord Arcivescovo di Dublino, uno dei primi 28 pari rappresentanti irlandesi

Con la fondazione dello Stato Libero d'Irlanda nel dicembre del 1922, i pari irlandesi cessarono di essere eletti come rappresentanti, anche se quelli che erano stati eletti rimasero in carica per il resto della durata della loro vita come previsto dalla legge precedente; l'ultimo di questi pari temporali, il IV conte di Kilmorey (un pari dell'Ulster), morì nel 1961. Sorsero quindi delle dispute se i rappresentanti dovessero essere comunque eletti o meno. L'atto che proclamava la fondazione del Libero Stato d'Irlanda aveva taciuto su questo punto, così come l'Irish Free State (Consequential Provisions) Act 1922 che però aveva abolito l'incarico di Lord Cancelliere d'Irlanda, assieme a quello di Clerk of the Crown. Molti pari irlandesi firmarono una petizione alla Camera dei lord britannica per chiedere la restaurazione dei loro diritti come rappresentanti. Nel 1962 una commissione apposita della Camera dei lord rigettò tale richiesta. Nell'anno successivo, quando venne presentato il Peerage Act 1963 (che, tra le altre cose concedeva a tutti i membri della Parìa di Scozia il diritto di sedere nella Camera dei lord), venne considerato un simile emendamento anche per i pari irlandesi che però con nove voti su otto non passò in legislazione, garantendo però a tutti i pari irlandesi il diritto di essere eletti alla Camera dei comuni britannica e di partecipare alle elezioni parlamentari.
Nel 1965, l'VIII conte di Antrim (un altro pari dell'Ulster) ed altri pari irlandesi inviarono una nuova petizione alla Camera dei lord, suggerendo come il diritto ad eleggere dei rappresentanti pari non fosse mai stato formalmente abolito. La Camera dei lord si espresse ancora una volta contrariamente a questa supposizione. Lord Reid, un lord of appeal in ordinary, basò la sua decisione sull'Act of Union, il quale stabiliva che i pari rappresentanti irlandesi sedessero "per la parte dell'Irlanda." Egli ne concluse dunque che, dal momento che l'isola si trovava ora divisa tra Libero Stato d'Irlanda e Irlanda del Nord, non potesse più esistere un'entità politica chiamata "Irlanda" che i pari potessero dire di rappresentare. Anche Lord Wilberforce, un altro Lord of Appeal in Ordinary, dal canto suo, ritenne che le parole dell'Act of Union non fossero da vedere in quell'ottica. Secondo la sua teoria e sulla base dell'Irish Free State Act 1921 che era silente per quanti riguarda le elezioni dei pari, ma aveva portato all'abolizione degli incarichi di Lord Cancelliere d'Irlanda e di Clerk of the Crown in Irlanda fossero da ritenere come espliciti. Il Lord Cancelliere d'Irlanda era responsabile della chiamata dei pari alle elezioni ed il Clerk of the Crown in Irlanda era responsabile di inviare i pari al ballottaggio. Dal momento che tali incarichi erano stati entrambi aboliti, lord Wilberforce ne derivò che nessun pari poteva essere eletto. Anche in questo caso, i firmatari della petizione non evinsero il contenzioso.
L'unica soluzione per risolvere la problematica sarebbe stata l'inclusione dell'Irlanda del Nord nel Regno Unito come sua parte costituente, ma anche questo progetto fallì. Il Burke's Peerage & Baronetage suggerisce, seguendo l'argomentazione portata da lord Wilberforce, che gli incarichi di Lord Cancelliere d'Irlanda e di Clerk of the Crown d'Irlanda potessero essere posti in Irlanda del Nord.

## La Camera dei comuni
Dopo l'Unione di Inghilterra e Scozia nel 1707, i pari scozzesi, inclusi quanti sedevano come pari rappresentanti, vennero esclusi dalla Camera dei comuni. I pari irlandesi vennero più favoriti non essendo soggetti alle medesime restrizioni. I membri irlandesi non nominati come pari rappresentanti poterono quindi servire comunque il parlamento come rappresentanti di una costituente della Gran Bretagna, anche se non dell'Irlanda, rinunciando ai propri privilegi di parìa. Lord Curzon, ad esempio, richiese specificatamente una parìa irlandese ma non venne cacciato dalla Camera dei comuni. Si pensi anche a Henry John Temple, III visconte Palmerston (1784-1865), primo ministro britannico, che fu Pari d'Irlanda per oltre 60 anni (1802-1865), ma fu per decenni membro della Camera dei comuni senza mai sedere in quella dei Lord. Prima del 1801, quando esisteva un Regno d'Irlanda distinto era infatti possibile essere contemporaneamente membri della Camera bassa britannica e di quella alta irlandese come, per esempio, fece tra 1784 e 1797 Richard Wellesley, I marchese Wellesley.
Il Peerage Act 1963 permise a tutti i pari scozzesi di sedere nella Camera dei lord; esso confermò anche ai pari irlandesi di sedere alla Camera dei comuni per una qualsiasi delle costituenti del Regno Unito, e di votare alle elezioni parlamentari, senza essere privati dei loro privilegi di paria.

## "Pari rappresentanti" ereditari
Durante il passaggio dell'House of Lords Bill nel 1999, sorsero delle controversie alla Camera dei lord, e la proposta di legge venne ampiamente discussa in merito. Il cosiddetto "Emendamento Weatherill" (dal suo estensore, lo speaker della Camera dei comuni, Bernard Weatherill) prevedeva che alcuni dei pari ereditari rimanessero tra i membri della Camera dei lord. Venne previsto che tale riforma potesse essere rivista in seguito. Per non ritardare ulteriormente l'approvazione della legge, il governo si accordò per esprimersi favorevolmente nei confronti di questo emendamento, ed esso divenne effettivamente parte del House of Lords Act 1999 che concedette a 92 pari ereditari di rimanere nella Camera.
I novantadue pari sono ancora oggi divisi in tre gruppi separati. Quindici 'office-holders' compresi i Vice Speakers ed i Vice Presidenti, sono eletti all'interno della Camera, mentre settantacinque vengono scelti tra i partiti o gruppi parlamentari. Inoltre, vi sono due membri di diritto: il Lord Gran Ciambellano, attualmente Rupert Carington, VII barone Carrington (che nel 2022, con l'ascesa al trono di Carlo III, ha sostituito il marchese di Cholmondeley), che è il rappresentante del Re  al parlamento e ha la responsabilità della gestione del Palazzo di Westminster (proprietà della Corona), mentre il posto di Conte Maresciallo rimane puramente ereditario come da tradizione e dal 1672 è nelle mani dei Duchi di Norfolk ed è responsabile delle cerimonie come l'annuale State Opening of Parliament.